# Apalis de Sharpe
L'apalis de Sharpe (Apalis sharpii) és una espècie d'ocell passeriforme que pertany a la família Cisticolidae pròpia d'Àfrica occidental.Tant el nom comú com l'epítet específic honoren l'ornitòleg anglès i conservador del museu Richard Bowdler Sharpe.

## Distribució i hàbitat
Es troba a Costa d'Ivori, Ghana, Guinea, Libèria i Sierra Leone.
L'hàbitat natural és el bosc sec subtropical o tropical i el bosc tropical humit de les terres baixes.
L'apalis de Sharpe va ser descrit per l'ornitòleg anglès George Ernest Shelley el 1884. Va encunyar el nom binomial Apalis sharpii.